# Крокна
Крокна (рум. Crocna) — село у повіті Арад в Румунії. Входить до складу комуни Дієч.
Село розташоване на відстані 363 км на північний захід від Бухареста, 77 км на схід від Арада, 111 км на південний захід від Клуж-Напоки, 103 км на північний схід від Тімішоари.

## Населення
За даними перепису населення 2002 року у селі проживали 508 осіб, з них 505 осіб (99,4%) румунів. Рідною мовою 505 осіб (99,4%) назвали румунську.